# Großziegenfeld
Großziegenfeld ist ein Stadtteil von Weismain im Landkreis Lichtenfels in Oberfranken/Bayern.

## Geographie
Das Dorf Großziegenfeld liegt etwa acht Kilometer südsüdwestlich des Hauptortes und ist mit diesem über die Staatsstraße 2191 verbunden. Seit jeher ist das Dorf bäuerlich strukturiert; sie war im 20. Jahrhundert überregional vor allem für die Milchviehhaltung und -zucht bekannt.

## Geschichte

### Vorgeschichte
Wann Großziegenfeld gegründet wurde, ist unklar. Der älteste Fund, der auf menschliche Besiedlung schließen lässt, ist die rund zwölf Zentimeter lange Klinge eines Tüllenbeils aus der Zeit um 1000 v. Chr.

### Mittelalter
Um 1240 gehörten Groß- und Kleinziegenfeld als Lehen unter dem Lehensherrn Gottfried von Zigenfeld („Gotfridus de Ziginvelt“) vermutlich zum Besitz des in Arnstein ansässigen Hermann von Arnstein. Als das Adelsgeschlecht Arnstein wenig später, im Jahr 1244, erlosch, erwarb Otto II. von Meranien den Besitz und die Herrschaft, so dass Großziegenfeld fortan den Andechs-Meraniern gehörte. Als Otto 1248 auf der Burg Niesten verstorben war, gehörte sein ehemaliger Besitz fortan dem Geschlecht der Truhendinger, da die Schwester des letzten Herzogs Otto von Meran den Grafen Friedrich von Truhendingen geehelicht hatte.
Im Jahr 1308 kaufte der Bamberger Bischof Wulfing von Stubenberg die fränkischen Besitztümer der Truhendinger auf. In einer Urkunde von 1390 ist ein Kaufpreis von 5000 Nürnberger Pfund angegeben. Dass Großziegenfeld aber schon länger zum Hochstift Bamberg gehörte, liegt nahe, da der Zehnt schon vor 1308 an die Bamberger Bischöfe abgeführt wurde. Die Hälfte dieses Zehntes erhielt Otto VI., der damals auf der Plassenburg residierte, als Lehen. Mit einem Teil davon belehnte er 1301 Albert von Zigenfeld.
Ab 1520 gehörte Großziegenfeld kirchlich zum Pfarrsprengel Arnstein, der bereits seit 1390 in bischöflichem Besitz war.

### 19. Jahrhundert bis heute

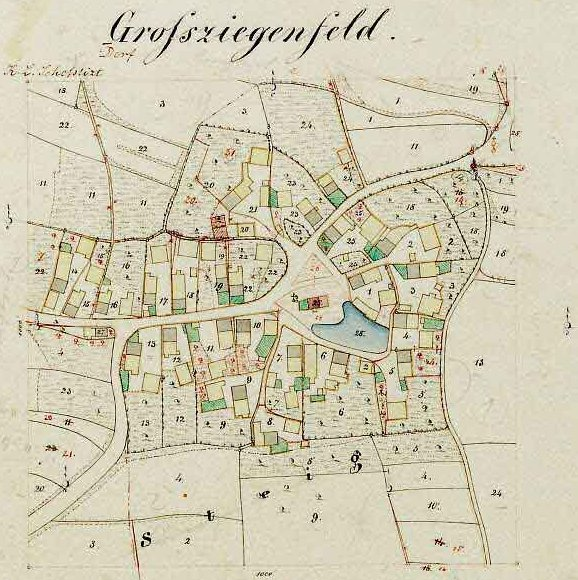
Ortsplan von Großziegenfeld im Jahr 1847

Bis zur Säkularisation im Jahr 1803 gehörte Großziegenfeld zum Hochstift Bamberg. Danach unterstand der Ort dem Landgericht Scheßlitz.
Im Jahr 1871 wurde die Freiwillige Feuerwehr Großziegenfeld gegründet, im selben Jahr eine Wasserleitung vom Talgrund aus gegraben und in den Ort verlegt. Diese endete in einem Brunnen vor dem Gemeindehaus, der durch eine mit Wasserkraft betriebene Turbine mit Wasser aus der Weismain versorgt wurde. Knapp 50 Jahre später, 1918, wurde Großziegenfeld an das Wasserleitungsnetz angeschlossen und der Brunnen stillgelegt. In den 1950er Jahren wurde die Straße nach Großziegenfeld geschottert und 1961 asphaltiert. Die Flurbereinigung fand Anfang der 1960er Jahre statt, und wurde 1965 abgeschlossen.
Der Grundstein für die Mauritius-Kapelle wurde auf Initiative des Kapellenbauvereins am 1. September 1957 gelegt. Eingeweiht wurde die Kapelle rund zwei Jahre später, am 6. Dezember 1959. Erbaut wurde die Kirche in Eigenleistung der örtlichen Bevölkerung. Zuvor befand sich an dieser Stelle das Gemeindehaus. Bis 1976 war Großziegenfeld eine eigenständige Gemeinde. Im Zuge der Gebietsreform wurde es am 1. Januar 1977 nach Weismain eingemeindet.
Nach der Schließung der Dorfgaststätten wurde 1988 ein Feuerwehr- und Gemeinschaftshaus errichtet als Lokalität für Versammlungen der Dorfgemeinschaft und der Vereine.
Zwischen 1996 und 1999 wurde die Kanalisation in Großziegenfeld ausgebaut und erneuert. Im Zuge dieser Baumaßnahmen wurden auch die Ortsdurchfahrt und der Dorfplatz erweitert und verschönert und erhielten ihr heutiges Aussehen. Am Dorfplatz wurde ein Kinderspielplatz eingerichtet und am Dorfrand ein Bolzplatz gebaut. Von 1999 bis 2000 wurde zum Kreisgartentag die Kirche innen und außen renoviert und mit Schiefer neu eingedeckt. Die Kosten in Höhe von 150.000 DM (~ 93.000 €) wurden fast ohne jegliche Zuschüsse von den Dorfbewohnern aufgebracht. Im Frühjahr 2000 fand der Kreisgartentag in Großziegenfeld statt, zu dem rund 15.000 Besucher kamen.

### Einwohnerentwicklung
Die Tabelle gibt die Einwohnerentwicklung von Großziegenfeld anhand einzelner Daten wieder.
| Jahr | Einwohner | Quelle |
| ---- | --------- | ------ |
| 1768 | 142       | [ 3 ]  |
| 1833 | 158       | [ 3 ]  |
| 1840 | 160       | [ 8 ]  |
| 1872 | 179       | [ 9 ]  |
| 1961 | 147       | [ 6 ]  |
| 1970 | 151       | [ 6 ]  |
| 1987 | 118       | [ 10 ] |
| 2011 | 130       | [ 11 ] |
| 2013 | 123       | [ 12 ] |
| 2015 | 115       | [ 13 ] |
| 2018 | 115       | [ 1 ]  |

## Sonstiges

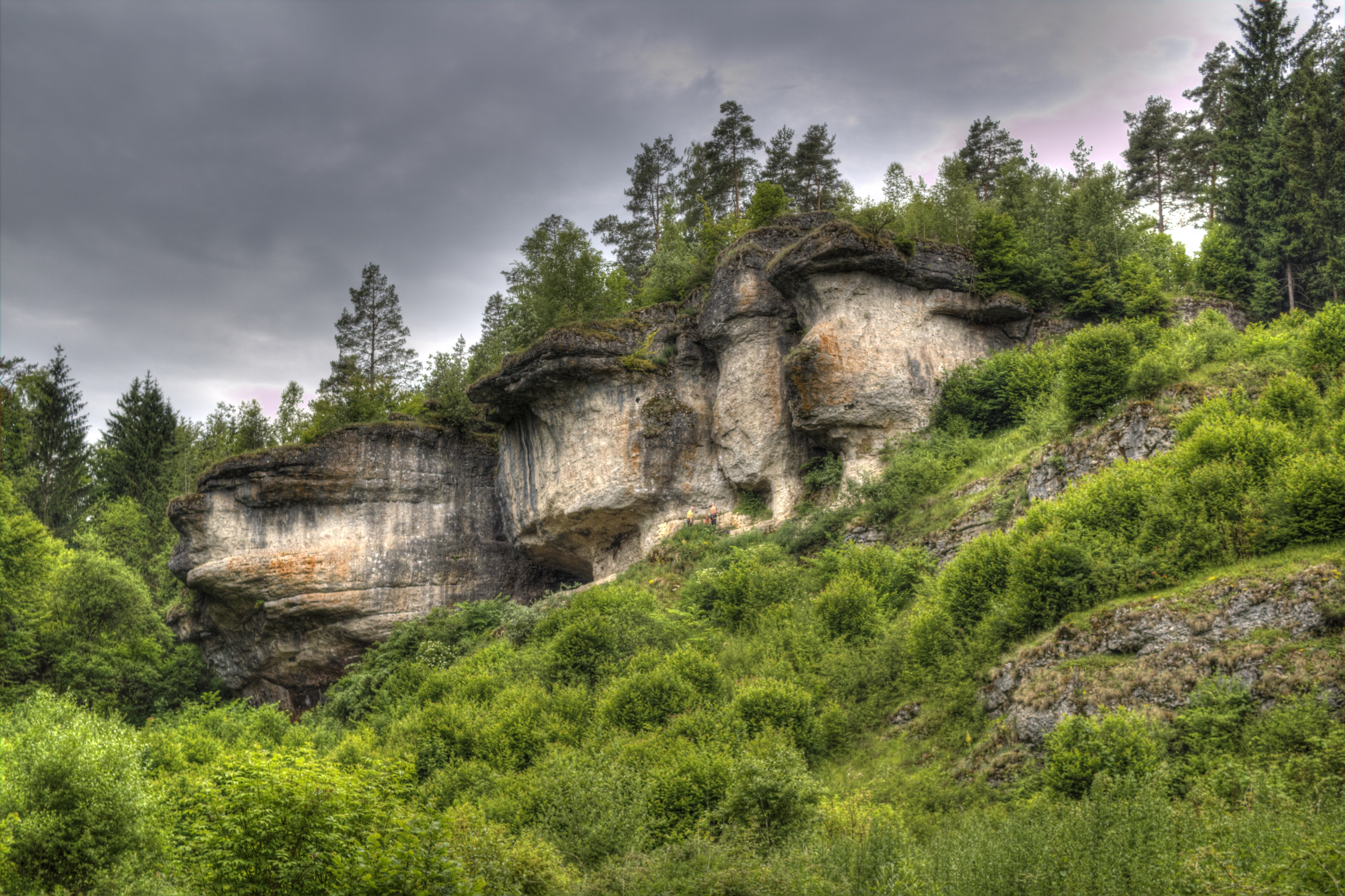
Das Felsmassiv Klinge westlich des Ortes Großziegenfeld

Der Ort befindet sich am nördlichen Rand der Fränkischen Schweiz und hat mit dem Klingenfelsen (auch bekannt als Großziegenfelder Wand oder Lichtenfelser Dach) eine bei Kletterern bekannte und beliebte Klettermöglichkeit. An diesem Felsen bzw. unterhalb davon wurde im Jahr 2006 ein Teil der Pfarrer-Braun-Folge mit dem Titel Ein Zeichen Gottes gedreht.
Der Ort ist von der Landwirtschaft geprägt, auch wenn heute nur noch sehr wenige landwirtschaftliche Betriebe im Dorf existieren. Auffällig sind die zahlreichen Solarstromanlagen auf vielen Haus- und Scheunendächern. Auf einem Aussiedlerhof wird eine Biogasanlage betrieben.

### Unser Dorf soll schöner werden
Großziegenfeld beziehungsweise dessen Gartenbauverein hat des Öfteren am Wettbewerb Unser Dorf soll schöner werden – Unser Dorf hat Zukunft teilgenommen und auf Kreis-, Bezirks-, Landes- und Bundesebene Preise gewonnen, davon
- 2. Bundessieger (Silber) und 1. Landessieger (Gold) 1991,[3]
- 1. Bundessieger (Gold) 2004,[3]
- Sonderpreis auf Bundesebene 2004 für den „Kuckucksgarten“ der Jugendgruppe des Gartenbauvereins

### Vereine
- Obst- und Gartenbauverein Großziegenfeld, gegründet 1986[2]
- Freiwillige Feuerwehr Großziegenfeld, gegründet 25. Mai 1871[3]
- Kapellenbauverein Großziegenfeld, gegründet 19. Dezember 1956[3]
- Natur- und Wanderfreunde Großziegenfeld e. V.

## Regelmäßige Feste
- Kirchweih (Hl. Mauritius) am 2. Wochenende im Juli
- Brunnenfest an Mariä Aufnahme in den Himmel (15. August)
- Jura-Biertage (im September)